# 인디즈제로
유한회사 인디즈제로는 일본의 비디오 게임 개발사이다. 1997년 4월 21일에 창립됐으며 본사는 도쿄도 무사시노시에 위치해있다. 닌텐도, 세가, 스퀘어 에닉스 등 타 비디오 게임 개발사와 공동개발하는 것이 주사업이다.

## 개발 게임
| 연도 | 제목                                   | 개발 플랫폼                                                         | 비고                           | 각주  |
| ---- | -------------------------------------- | ------------------------------------------------------------------- | ------------------------------ | ----- |
| 1997 | 스테 하쿤                              | 슈퍼 패미컴 (사테라뷰)                                              |                                |       |
| 1997 | 요리 퐁!                               | 사테라뷰                                                            |                                |       |
| 1998 | 전자의 정령 꼬마                       | 마이크로소프트 윈도우                                               |                                |       |
| 2002 | 사쿠라 모모코의 우끼우끼 카니발        | 게임보이 어드밴스                                                   |                                |       |
| 2003 | 마리오 파티-e                          | 게임보이 어드밴스                                                   |                                |       |
| 2005 | 신년 가족                              | 게임보이 어드밴스                                                   |                                |       |
| 2005 | 일렉트로플랑크톤                       | 닌텐도 DS, DSi웨어                                                  |                                |       |
| 2006 | 멋쟁이 마녀 러브 앤드 베리 DS 컬렉션   | 닌텐도 DS                                                           |                                |       |
| 2006 | 말한다! DS 요리 내비                   | 닌텐도 DS                                                           |                                |       |
| 2007 | 게임센터 CX: 아리노의 도전장           | 닌텐도 DS                                                           |                                |       |
| 2008 | 세계의 밥 말한다! DS 요리 내비         | 닌텐도 DS                                                           |                                |       |
| 2008 | DS 캘리그래피 트레이닝                 | 닌텐도 DS                                                           |                                |       |
| 2009 | 게임센터 CX: 아리노의 도전장 2         | 닌텐도 DS                                                           |                                |       |
| 2011 | 터치! 더블 펜 스포츠                   | 닌텐도 3DS                                                          |                                | [ 1 ] |
| 2012 | 시어트리듬 파이널 판타지               | 닌텐도 3DS, iOS                                                     |                                |       |
| 2013 | 닌텐도 3DS 가이드: 루브르              | 닌텐도 3DS                                                          |                                |       |
| 2013 | 패미컴 리믹스                          | Wii U                                                               | 추가 개발                      | [ 2 ] |
| 2014 | 패미컴 리믹스 2                        | Wii U                                                               | 추가 개발                      |       |
| 2014 | 시어트리듬 파이널 판타지: 커튼 콜      | 닌텐도 3DS                                                          |                                |       |
| 2014 | 패미컴 리믹스 베스트 초이스            | 닌텐도 3DS                                                          | 추가 개발                      |       |
| 2015 | 리얼 이스케이프 게임 X 닌텐도 3DS      | 닌텐도 3DS                                                          |                                |       |
| 2015 | 시어트리듬 드래곤 퀘스트               | 닌텐도 3DS                                                          |                                |       |
| 2016 | 그랑드 마르케의 미궁                   | 안드로이드, iOS                                                     |                                |       |
| 2018 | 스시 스트라이커: 스시도의 길           | 닌텐도 3DS, 닌텐도 스위치                                           | 닌텐도 기획제작본부와 공동개발 |       |
| 2019 | 매일매일 Nintendo Switch 두뇌 트레이닝 | 닌텐도 스위치                                                       | 닌텐도 기획제작본부와 공동개발 |       |
| 2020 | 킹덤 하츠: 멜로디 오브 메모리          | 닌텐도 스위치, 플레이스테이션 4, 엑스박스 원, 마이크로소프트 윈도우 |                                |       |
| 2021 | 말랑말랑 두뇌학원                      | 닌텐도 스위치                                                       | 닌텐도 기획제작본부와 공동개발 |       |

## 역사
1997년, 스즈이 마사노부는 24세의 나이에 "닌텐도 & 덴쓰 게임 세미나"의 동문 2명과 함께 기업을 창립했다. 닌텐도의 슈퍼 패미컴 주변기기 사테라뷰로 프로그램을 개발하는 것으로 시작했다. 당시 제작 작품으로 《스테 하쿤》과 《요리 퐁!》이 있다.

## 참조

### 내용주
1. ↑  일본어: 有限会社インディーズゼロ, 영어: indieszero Corporation, Ltd.